# Terpios gelatinosa
Terpios gelatinosa är en svampdjursart som först beskrevs av James Scott Bowerbank 1866.  Terpios gelatinosa ingår i släktet Terpios och familjen Suberitidae. Inga underarter finns listade i Catalogue of Life.